# Outoulik
L'Outoulik (en russe : Утулик) est une rivière de Russie qui coule en république autonome de Bouriatie en Sibérie orientale. C'est un tributaire du lac Baïkal, donc un sous-affluent de l'Ienisseï par l'Angara.

## Géographie
Le bassin versant de l'Outoulik a une superficie de 960 km2 (surface de taille équivalente à la moitié de celle du département français de l'Essonne ou encore un peu plus vaste que celle du canton suisse de Neuchâtel).
Son débit moyen à l'embouchure est de 16,4 m3/s.  
La rivière prend naissance au sud-ouest du lac Baïkal, dans les monts Khamar-Daban, qui séparent son bassin (situé au nord des montagnes) de celui du Temnik (au sud des montagnes).
La rivière se dirige globalement du sud-ouest vers le nord-est. Son cours se déroule plus ou moins parallèlement à celui du Khara-Mourin, mais plus à l'ouest. Elle finit par se jeter dans le lac Baïkal, au niveau d'Outoulik, localité située à 7 kilomètres au nord-ouest de la ville de Baïkalsk.

## Hydrométrie - Les débits mensuels à Outoulik
L'Outoulik est une rivière abondante et fort bien alimentée. Son débit a été observé pendant 59 ans (de 1941 à 1999) à Outoulik, station hydrométrique située à trois kilomètres de son embouchure dans le lac Baïkal. 
Le débit annuel moyen ou module observé à Outoulik était de 16,4 m3/s pour une surface observée de 959 km2, soit la totalité du bassin versant de la rivière. La lame d'eau d'écoulement annuel dans le bassin se montait de ce fait à 539 millimètres, ce qui doit être considéré comme élevé.
La rivière est alimentée avant tout par les précipitations abondantes de l'été et du début de l'automne. Son régime est de ce fait pluvial. 
Les hautes eaux se déroulent du printemps à la fin de l'été, du mois de mai au mois de septembre avec un sommet en juillet-août, ce qui correspond aux pluies estivales associées à la fonte des hautes neiges du bassin. En automne, dès le mois d'octobre, puis en novembre, le débit de la rivière baisse rapidement, ce qui constitue le début de la période des basses eaux. Celle-ci a lieu de novembre à avril et correspond au rigoureux hiver sibérien avec ses intenses gelées. 
Le débit moyen mensuel observé en février (minimum d'étiage) est de 1,73 m3/s, soit seulement 4 % du débit moyen du mois de juillet, maximum de l'année  (43,4 m3/s), ce qui souligne l'amplitude élevée des variations saisonnières. Ces écarts de débit mensuel peuvent être encore plus importants d'après les années. Ainsi sur la durée d'observation de 59 ans, le débit mensuel minimal a été de 0,53 m3/s en mars 1976, tandis que le débit mensuel maximal s'élevait à 135 m3/s en juillet 1942.
En ce qui concerne la période estivale (de juin à août inclus), toujours sur cette période de 59 ans, le débit minimal observé a été de 10,2 m3/s en juin 1959, ce qui restait encore très appréciable.  